# SpongeBob SquarePants (musical)
SpongeBob SquarePants (originariamente intitolato The SpongeBob Musical) è un musical teatrale, concepito e diretto da Tina Landau con canzoni di vari artisti. Si basa sull'omonima serie televisiva animata e ha fatto la sua prima mondiale il 7 giugno 2016 all'Oriental Theatre di Chicago. La première dello spettacolo è stata programmata a Broadway al Palace Theatre, con anteprime inizio il 6 novembre 2017 e apertura notturna il 4 dicembre.

## Sinossi
Prima che lo spettacolo inizi, un pirata si siede su una parte del palco mentre il pubblico si sta sedendo. Il pirata si rivela essere il fan numero uno di SpongeBob, Patchy, che ha viaggiato da Encino, in California per vedere la première del musical di SpongeBob. Due attori vestiti come guardie di sicurezza appaiono e dicono a Patchy di lasciare il palco, dato che lo spettacolo sta per iniziare. Patchy obietta, ma le guardie lo portano fuori dal teatro mentre lui afferma di essere una vittima della discriminazione dato che è un pirata, cantando la canzone di protesta "Yo Ho, We Won't Go". Una delle guardie di sicurezza si scusa per l'interruzione e dice al pubblico di godersi dello spettacolo.

### Atto I
Nel numero di apertura ("Bikini Bottom Day"), SpongeBob si sveglia e accoglie felicemente la giornata con la sua lumaca, Gary. Poi prosegue per le strade di Bikini Bottom e saluta diversi amici. Saluta il suo migliore amico Patrick Stella, e il suo vicino Squiddi. Spongebob fa visita alla sua amica, Sandy Cheeks, una scienziata texana che è stata incaricata di soggiornare in Bikini Bottom per fare ricerche sulla vita marina. Sandy mostra a SpongeBob il jetpack che stava sviluppando. SpongeBob saluta il resto della città, tra cui Larry L'Aragosta, Il Vecchio Jenkins, il sindaco e la sua insegnante, Signora Puff, mentre va sul posto di lavoro, il Krusty Krab, un ristorante di successo famoso per i suoi Krabby Patty. Nel frattempo, al Chum Bucket, il ristorante meno popolare nell'oceano, il malvagio proprietario, Plankton e la sua moglie di computer, Karen, attestano circa un giorno in cui l'intero paese amerà la portata principale del Chum Bucket, il Chum. Al Krusty Krab, il capo di SpongeBob, Mr. Krab, racconta alla figlia Perla che un giorno sarà la proprietaria del ristorante. Perla, tuttavia, non sembra interessata all'idea. SpongeBob suggerisce che sarebbe felice di gestire il ristorante in seguito, ma Mr. Krab e Squiddi ridono dell'idea. Krab dice a SpongeBob che "lui è solo una semplice spugna" e non riuscirebbe a gestire la posizione, mentre SpongeBob rimane deluso. La giornata prosegue senza complicazioni, fino a quando non v'è improvvisamente un tremito violento che fa tremare l'intera città. Il Krusty Krab è costretto a chiudere per il giorno dopo dato che il sindaco di Bikini Bottom annuncia che tutti i cittadini devono tornare nelle loro case. SpongeBob decide di visitare Patrick invece. I due cercano di guardare la maratona di Waterman e Supervista, ma il tremito sconosciuto ha annullato tutti i programmi televisivi per il giorno. Patrick è sconvolto da questo, ma SpongeBob lo calma dicendogli che anche senza la TV, la loro amicizia può farli divertire. Ciò però non dura a lungo, in quanto il giornalista Perch Perkins appare sulla televisione di Patrick per dare un terribile rapporto sulla causa del tremito da prima. Un vulcano vicino sta per scoppiare, e potrebbe distruggere l'intera città di Bikini Bottom. I residenti della città chiedono spiegazioni al sindaco, ma tutto quello che quest'ultimo può fare è offrire codici di colore a livello di minaccia e vaghe informazioni. Con la città in panico Plankton e Karen cercano di utilizzare la situazione a loro vantaggio. Plankton cerca di convincere il sindaco ed i cittadini ad entrare in un vascello di fuga, affermando che li proteggerà dalla fine di Bikini Bottom per mano del vulcano, in una nuova città che si chiamerà Chumville.
Più tardi viene rivelato al pubblico che Plankton e Karen intendono segretamente ipnotizzare tutta la città una volta che si troveranno all'interno del vascello di fuga per fargli piacere il Chum. Il popolo di Bikini Bottom supporta il piano di Plankton, ma in definitiva non ha abbastanza soldi per pagare la nave per portarli in sicurezza. La città decide di tenere un concerto di beneficenza all'ultimo minuto per raccogliere fondi per il trasporto, con persone provenienti da altre città che dovrebbero donare per la loro causa. Squiddi sogna di ottenere il suo show ma viene rifiutato in favore dei "Electric Skates", la rock band preferita di Perla. Squiddi è invece il gestore dell'evento. Per quanto riguarda SpongeBob, è contrario all'idea di lasciare la città, poiché Bikini Bottom è la loro casa, e crede quindi che dovrebbero combattere per salvarla. SpongeBob riflette sulle parole di Mr. Krab da quel giorno e si domanda se potesse davvero salvare la città ("sei solo una semplice spugna"). Decide di pensare a un modo per salvare la città con l'aiuto dei suoi migliori amici, Patrick Stella e Sandy Cheeks, specialmente dal fatto che Patrick è grande e forte e Sandy è intelligente, ma SpongeBob non sa con cosa può contribuire. Tuttavia, si affretta a trovare i suoi amici. Nel frattempo, i vari cittadini cercano modi unici per affrontare la crisi. Il vecchio Jenkins ritiene che un sacrificio al vulcano gli impedisca di esplodere e la città decide di sacrificare Sandy a causa della sua scienza sospetta e si trasforma in una folla arrabbiata. Al Krusty Krab, Mr. Krab, decide di vedere il disastro come un'opportunità di fare soldi, mettendo degli "sconti apocalittici" sui Krabby Patty. Perla si preoccupa circa l'ossessione del padre con il denaro, credendo che la mettano in ombra agli occhi di suo padre.
Nel frattempo, SpongeBob ha convinto Patrick a collaborare per salvare la città, usando la scienza di Sandy per fermare il vulcano. I due vanno a trovare Sandy, che si è rifugiato dalla folla arrabbiata nei campi di meduse, dicendo che gli mancherà di più quando Bikini Bottom verrà distrutta dal vulcano. SpongeBob propone l'idea a lei, ma quest'ultima è titubante per salvare una città che si è rivolta contro di lei, ed afferma che lascerà Bikini Bottom non appena la sua ricerca sarà finita, ma alla fine SpongeBob e Patrick la convincono ad unirsi alla loro squadra. Prima che possano mettere in moto il loro piano, tuttavia, un gruppo di sardine culturiste si presenta, volendo parlare con Patrick. Lo avevano sentito parlare alla riunione della città su cosa fare per salvare la città e avevano trovato la saggezza nei suoi pensieri semplici e spesso lenti. Le sardine vogliono fare di Patrick il loro nuovo guru e seguiranno ogni suo comando. Patrick piace l'idea di persone che lo seguono e decide di recedere dal piano di SpongeBob in modo che possa crogiolarsi nell'auto-gloria. Questo fa arrabbiare SpongeBob, e i due amici hanno uno scontro, facendo terminare la loro amicizia. Dopo che Patrick se ne va, Sandy cerca di rallegrare SpongeBob, ricordandogli che le cose sono tenute a stare bene. Il primo atto termina con l'intera compagnia che canta i loro pensieri e le loro sensazioni personali circa il disastro che sta avvicinando, e quello che domani porterà, la vittoria a Plankton e Karen, il denaro per il signor Krab e la possibilità di esibirsi davanti alla città per Squiddi.

### Atto II
Dopo un intervallo, Patchy il Pirata sale di nuovo sul palco. Spiega al pubblico che i pirati vengono trattati male dagli altri a causa di stereotipi. Si è unito da un gruppo di pirati e un giocatore di baseball (uno dei Pittsburgh Pirates), per una canzone su come è difficile essere un pirata nel mondo di oggi. Ancora una volta, la sicurezza interviene per cacciare Patchy e gli altri, con Patchy che promette di tornare. Il secondo atto comincia ufficialmente con SpongeBob che ancora una volta si sveglia e saluta Bikini Bottom. Oggi, però, è il giorno in cui il vulcano dovrebbe scoppiare, quindi non è particolarmente una mattina allegra. Mentre SpongeBob si dirige in città, scopre che le strade sono cadute in anarchia e caos. Inoltre, la folla arrabbiata sta ancora cercando Sandy. Sandy è in grado di nascondersi dalla folla, e quando sono spariti, mostra a SpongeBob il dispositivo che ha inventato per fermare l'eruzione, chiamata "Eruptor Interrupter". Sperano di salire con successo il vulcano, buttarlo dentro e salvare la città. I due iniziano il loro viaggio verso la montagna e ci sono molti segni che li avvertono del pericolo. Tuttavia, entrambi continuano, noncuranti delle avvertenze.
Di nuovo in città, la rock band "Electric Skates" finalmente arriva. Per il loro soundcheck eseguono la loro canzone di punta ("Bikini Bottom Boogie"). Quando hanno finito, Squiddi chiede se possa essere il loro pezzo di apertura. La band è d'accordo, solo se Squidi gli darà un elenco estremamente lungo di oggetti di lusso. Squiddi è determinato a trovare ogni elemento in modo che si possa esibire di fronte a tutta Bikini Bottom. Per quanto riguarda SpongeBob e Sandy, stanno facendo la loro strada verso la montagna, ma con grandi difficoltà. Sandy tenta di sollevare i loro spiriti ricordandoli di quello che hanno imparato nella classe di karate di non abbandonare mai, e fa del suo meglio per mantenere alto il loro spirito. Quando si fermano a riposare, SpongeBob non può fare a meno di pensare a come gli manchi Patrick e desidera che sia lì per aiutarli. Sotto in città, Patrick sta trovando la vita come un guru impensabile, e gli manca anche SpongeBob. Patrick lascia dietro i suoi seguaci, correndo per salire con SpongeBob e Sandy.
Di nuovo sulla montagna, SpongeBob e Sandy stanno vivendo ancora più difficoltà quando si avvicinano al picco. SpongeBob perde il suo equilibrio e cade dal precipizio. Nel frattempo, Patrick arriva utilizzando il jet pack di Sandy e salva il suo migliore amico dalla caduta. I due rinnovano il loro status di migliori amici e i tre continuano a salire sulla montagna. Quando finalmente raggiungono la cima del vulcano, né Sandy né Patrick possono buttare il dispositivo per fermare l'eruzione, perché sono entrambi troppo grandi e non saranno in grado di scansionare. Tocca a SpongeBob, che dubita di poter aiutarli, dal momento che non ha particolari abilità come i suoi amici. Gli ricordano che è stata la felicità, l'ottimismo e l'allegria di SpongeBob che li ha ottenuti finora e che la sua speciale qualità è "l'abilità di gestione". Con nuova determinazione, SpongeBob prende l'Eruptor Interrupter e si avvicina al bordo del vulcano, lanciandolo. Si prevede che il vulcano debba scoppiare tra altri sette minuti, quindi dovranno aspettare fino ad allora per vedere se il loro piano ha funzionato. I tre usano il paracadute sul jetpack per tornare indietro nella montagna.
Nel frattempo, Squiddi è riuscito a ottenere tutti gli elementi tranne uno della lista degli "Electric Skates". Poiché Squiddi non ha ottenuto tutti gli oggetti, la band definisce Squiddi un perdente e lascia Bikini Bottom, annullando il concerto e rovinando la possibilità dello stesso Squiddi di esibirsi di fronte a tutta la città. Ora solo, Squiddi insiste sul fatto che lui non sia un perdente, generando una sequenza di fantasia in cui esegue una canzone di fine dello spettacolo.
Di nuovo a Bikini Bottom, l'intera città è in anarchia, con i cittadini che si accusano l'un l'altro per quello che sta per accadere. La band è scomparsa, quindi non ci sarà concerto e nessuna nave per cui sfuggire. Plankton, vedendo che SpongeBob, Patrick e Sandy erano tornati vivi, rivela accidentalmente il suo piano malvagio al pubblico, peggiorando la situazione. SpongeBob vede il panico dei cittadini e cerca di calmare tutti. Siccome tutti a Bikini Bottom hanno solo pochi minuti di vita, egli sostiene che la città dovrebbe passare questi ultimi minuti l'uno con l'altro invece di combattere, dicendo che gli ultimi minuti potrebbero essere i migliori mai avuti tramite la canzone "Best Day Ever". Infine, è giunto il momento dell'eruzione del vulcano, il tempo passa senza un'eruzione, segnalando che l'Eruptor Interrupter ha funzionato. Con Bikini Bottom salva, tutti decidono di festeggiare con un concerto improvvisato, con i singoli cittadini che fanno la musica. Sandy decide di stare a Bikini Bottom perché non può lasciare i suoi amici. Inoltre, Mr. Krab dice a SpongeBob che diventerà il nuovo dirigente del Krusty Krab dopo che si ritirerà, perché SpongeBob ha dimostrato grandi capacità di gestione salvando la città. SpongeBob porta l'intero cast in una interpretazione accattivante del pezzo d'apertura dello show. Anche Patchy il Pirata si unisce, mentre si cala sul palco da una corda appesa dall'alto. Dopo che il cast prende loro posto, eseguono un'ultima canzone (ovvero la sigla di apertura dello show finale) e tutti tornano a casa per la serata.

## Produzione
I testi per lo spettacolo sono stati scritti nel gennaio 2014, come il cantante leader dei Flaming Lips, Wayne Coyne, ha menzionato tramite Twitter il 16 gennaio. I piani per lo sviluppo della mostra sono stati annunciati per la prima volta al Nickelodeon's upfront il 25 febbraio 2015. La presentazione anticipata comprendeva una performance del numero d'apertura del musical, "Bikini Bottom Day". Il 26 febbraio il direttore operativo di Nickelodeon, Sarah Kirshbaum Levy, ha dichiarato all'Associated Press che lo spettacolo non era "definito".
Nell'agosto del 2015, Nickelodeon ha annunciato che la mostra avrebbe avuto una première a Chicago prima di una corsa a Broadway alla fine del 2016. È stato anche annunciato il suo direttore e molti dei musicisti coinvolti, mentre l'elenco completo del cast è stato pubblicato nell'aprile del 2016. Le prove per l'esordio dello spettacolo a Chicago hanno avuto inizio l'11 aprile a New York. Durante i primi mesi del 2016, i dirigenti di Nickelodeon si sono incontrati con i proprietari di teatro di Broadway per organizzare la loro prima messa in scena. Michael Reidel del New York Post ha affermato che i rappresentanti di Broadway sono stati impressionati dopo aver visto lo spettacolo. Alla fine di maggio del 2016 sono state condotte prove tecniche per lo spettacolo. Chris Jones del Chicago Tribune ha dichiarato che Nickelodeon era preoccupato per "un costume di SpongeBob incompleto". In giugno Gordon Cox di Variety ha affermato che il budget del musical era tra i 15 ed i 20 milioni di dollari.

## Canzoni

### Atto I
- "Bikini Bottom Day" scritta da Jonathan Coulton
- "No Control" scritta da David Bowie e Brian Eno
- "BFF" scritta da Plain White T's
- "When the Going Gets Tough" scritta da T.I.
- "Just a Simple Sponge" scritta dai Panic! at the Disco
- "Daddy Know Best" scritta da Alex Ebert
- "Hero is My Middle Name" scritta da Cyndi Lauper
- "Super Sea Star Savior" scritta da Yolanda Adams
- "Tomorrow Is" scritta dai The Flaming Lips

### Atto II
- "Poor Pirates" scritta da Sara Bareilles
- "Bikini Bottom Day Reprise 1" scritta da Jonathan Coulton
- "Bikini Bottom Boogie" scritta da Steven Tyler e Joe Perry
- "Chop to the Top" scritta da Lady Antebellum
- "(I Guess) I Miss You" scritta da John Legend
- "I'm Not a Loser" scritta dai They Might Be Giants
- "Just a Simple Sponge Reprise" scritta dai Panic! at the Disco
- "Best Day Ever" scritta da Andy Paley e Tom Kenny
- "Finale: Bikini Bottom Day" scritta da Jonathan Coulton
- "Spongebob Squarepants Theme Song" scritta da Derek Drymon, Mark Harrison, Stephen Hillenburg e Blaise Smith

## Musiche e Registrazioni
ll 28 giugno 2016, è stato annunciato che il cast di Chicago avrebbe registrato un album nel primo agosto con l'aiuto del Masterworks Broadway. Il 14 settembre 2017, l'intero album completo del cast è stato reso disponibile sul sito web di NPR. L'album del cast è stato rilasciato nella sua forma fisica nei negozi e nei siti di streaming il 22 settembre 2017, due mesi prima della première di Broadway.

## Critica
La produzione di Chicago, nel suo periodo di anteprima, ha ricevuto recensioni positive. Dean Richards di WGN-TV ha dato un A +, scrivendo che "il musical è una storia multistrato per bambini e adulti. Chris Jones del Chicago Tribune ha elogiato il cast (in particolare Slater, Skinner, Cooper e Lee) e i valori di produzione. Ha scritto positivamente riguardo alle canzoni, scrivendo che è il "più grande gioco d'azzardo musicale -  composto da singoli di cantautori diversi e unificato dall'orchestratore Tom Kitt - funziona piuttosto bene". Allo stesso modo, Steve Oxman nella rivista Variety elogia l'intrattenimento, l'invenzione e il "cast terribilmente talentuoso". Nella rivista di Chicago Sun-Times, Hedy Weiss ha espresso la lode per la creatività del design e la coerenza, ma ha ritenuto che era quasi troppo stravagante; ha scritto che il musical "si esaurisce molto prima che lo spettacolo sia finito". Kendall Ashley di Nerdist ha descritto l'insieme come "impressionante" e ha definito la decisione di non usare trucco esteso sugli attori una grande scelta. Barbara Vitello del Daily Herald ha anche lodato i costumi e le rappresentazioni degli attori, affermando che i "costumi fantasiosi aggiungono un pugno di colore al verde marino e alla deliziosa acquamarina".